# Carl Degenkolb
Carl Gottlob Degenkolb, auch Karl Degenkolb, (* 1. September 1796 in Plauen; † 15. August 1862 in Rottwerndorf) war ein deutscher Unternehmer und Politiker, der in Eilenburg lebte und wirkte. Er war 1848/1849 Mitglied der Frankfurter Nationalversammlung und gilt als Vorreiter bei der Schaffung einer Arbeitnehmervertretung als Vorläufer der heutigen Betriebsräte. Er ist der Vater des Rechtswissenschaftlers Heinrich Degenkolb.

## Unternehmerische und politische Tätigkeit
Als Schwiegersohn des Unternehmers Johann Jacob Bodemer übernahm Degenkolb nach dessen Eintritt in den Ruhestand 1830 die Kattunfabrik Bodemer & Co. in Eilenburg. Unter seiner Leitung begann der Aufstieg zum führenden Kattunhersteller Preußens bis etwa 1860. Degenkolb besaß in Eilenburg großen Einfluss, neben seiner unternehmerischen Tätigkeit gehörte er dem Stadtparlament an und war Vorsitzender des Eilenburger Gewerberates. Mit seiner Förderung der maschinellen Arbeitsweise stieß er jedoch auf Gegnerschaft der Handarbeiter, zu deren Wortführern Anton Bernhardi gehörte und gegen dessen Streitschrift Der Handarbeiter und sein Nothstand (1847) er in der Lokalpresse polemisierte.
1848 wurde Degenkolb aus seinem Wahlkreis Delitzsch in die Frankfurter Nationalversammlung gewählt, wo er der nationalliberalen Fraktion Casino angehörte. Dort reichte er zusammen mit den Abgeordneten Wilhelm Adolf Lette, Moritz Veit und Friedrich Gottlieb Becker den Entwurf einer Gewerbeordnung ein, die unter anderem die Pflicht zur Einrichtung von Fabrikausschüssen vorsah, welche er wenig später freiwillig in seinem eigenen Unternehmen einführte. Am 20. Mai 1849 legte Degenkolb sein Mandat in der Nationalversammlung mit weiteren preußischen Abgeordneten nieder, nachdem Anfang April bereits alle österreichischen Parlamentarier ausgeschieden waren.  Zu seinen engsten Freunden zählten Karl August Jacob, Johann Gottfried Boltze und Ludwig Wucherer, mit denen er unter anderem im Jahr 1855 die Werschen-Weißenfelser Braunkohlen AG gründete.

## Sozialpolitisches Programm
Degenkolbs soziales Denken war für die damalige Zeit äußerst fortschrittlich, sein Handeln wird als „sozialreformerisch“ bezeichnet. So führte er in seiner Fabrik ein generelles Verbot der Kinderarbeit ein, das über das 1839 erlassene preußische Kinderschutzgesetz hinausging. 1847 kaufte Degenkolb Getreide in großen Mengen auf und ließ es in einer eigenen Bäckerei verarbeiten, um seine Belegschaft preiswert mit Brot zu versorgen. 1850 wurde für den Fall von Missernten und damit verbundenen Lebensmittelteuerungen ein Vorratslager angelegt, das den Arbeitern die erschwingliche Versorgung mit Grundnahrungsmitteln garantieren sollte.
Auf Degenkolbs Betreiben hin entschlossen sich die vier großen Textilfabrikanten Eilenburgs zu einem einheitlichen Vorgehen bei der Schaffung einer Fabrikordnung. Am 1. Juli 1850 wurde ein derartiges Abkommen von den vier Fabrikanten unterzeichnet. Es beinhaltete neben der Errichtung von Fabrikausschüssen in jedem einzelnen der Betriebe auch die Schaffung eines gemeinsamen Fabrikrates. Dies stellt die erste wirkliche Arbeitnehmervertretung in Deutschland dar. Der Schulterschluss der vier Industriellen wird auch als „Eilenburger Abkommen“ bezeichnet. Die seit 1847 in Degenkolbs Fabrik bestehende Krankenkasse wurde zur gemeinsamen Kranken- und Pensionskasse der Eilenburger Textilindustrie erweitert.

## Fabrikordnung
Degenkolb stellte in seiner Zeit im Frankfurter Parlament den Minderheitsentwurf für eine allgemeine Fabrikordnung auf:
Fabrikausschüsse
§42. Jede Fabrik wählt einen Fabrikausschuß. Derselbe besteht:
a) aus einem Mitglied jeder selbständigen Gruppe der Fabrikarbeiter und
b) aus einem Werkmeister jeder Gruppe, beide durch Arbeiter gewählt,
c) aus dem Inhaber der Fabrik oder dem von ihm bestimmten Stellvertreter.
§43. Die Fabrikausschüsse haben folgende Befugnisse:
1) Vermittlung bei Streitigkeiten zwischen Arbeitgebern und Arbeitnehmern,
2) Entwerfung und Aufrechterhaltung der besonderen Fabrikordnung,
3) Einrichtung und Verwaltung der Krankenunterstützungskasse,
4) Überwachung der Fabrikkinder,
5) Vertretung der Fabrik in den Fabrikräten.
Fabrikräte
§44. Für jeden Gewerbebezirk wird von den Fabrikausschüssen ein Fabrikrat gewählt, in welchem die im Bezirk befindlichen Industriezweige sowohl durch Fabrikinhaber als durch Fabrikarbeiter, soweit Angelegenheiten der letzteren in Frage kommen, vertreten sein müssen.
§45. Dem Fabrikrate stehen zu:
1) Die Genehmigung der besonderen Fabrik-Ordnungen und die Oberaufsicht über deren Beobachtung;
2) die Festsetzung und Vermittlung der Arbeitszeit und der Kündigungsfristen;
3) die Festsetzung der Anzahl der Lehrlinge … und die Prüfung der Lehrlinge;
4) die Aufsicht über die Krankenunterstützungskassen;
5) die Entwerfung der Statuten der Fabrikpensionskassen und deren Verwaltung;
6) die Vertretung der Fabrikinteressen des Bezirkes bei der Gewerbekammer des Kreises.
Es folgten noch die Paragraphen:
§46. Fabrikschiedsgerichte
§47. Kreisgewerbekammern
§50. Zentralgewerbekammer
§51. Allgemeine deutsche Gewerbekammer
Später setzte Degenkolb in Eilenburg mit anderen örtlichen Unternehmern seine Ideen in die Praxis um. Für vier Unternehmen galten die folgenden Regeln:
a) dem Fabrikinhaber oder dem von ihm ernannten Stellvertreter,
b) einem technischen Arbeiter,
c) einem im Tagelohn Arbeitenden aus der Klasse der Handarbeiter, letztere beide gewählt durch die betreffenden Arbeiterklassen.
§ 2. Die 4 Fabriken wählen gemeinschaftlich einen Fabrikrat, bestehend aus:
a) 3 Fabrikinhabern,
b) 1 technischen Arbeiter,
c) 1 aus der Klasse der Handarbeiter, letztere beide gewählt durch die betreffenden Arbeiterklassen.
§ 3. Den Fabrikausschüssen sind folgende Befugnisse beigelegt:
1) Die Aufrechterhaltung und Vollziehung der Fabrikordnung,
2) die überwachung der in den Fabriken arbeitenden Kinder sowohl in sittlicher Beziehung als hinsichtlich des regelmäßigen Schulbesuches,
3) Vermittlung der Streitigkeiten zwischen den Arbeitern,
4) Einziehung beziehentlieh Entscheidung der Strafen und Strafgelder,
5) Einziehung und Ablieferung der Beiträge zu der Krankenunterstützungskasse.
§ 4. Dem Fabrik-Rat stehen folgende Befugnisse zu:
1) Entscheidung der Beschwerden der Fabrikarbeiter gegen ihre Arbeitgeber,
2) Entscheidung der Streitigkeiten zwischen Fabrikanten unter sich,
3) Festsetzung und Vermittlung der Arbeitszeit und der Kündigungsfristen,
4) Festsetzung der Anzahl anzunehmender Lehrlinge bei den Formstechern und Druckern im Verhältnis zu den selbständigen Arbeitern,
5) überwachung und Förderung der sittlichen und gewerblichen Fortbildung der jüngeren Fabrikarbeiter sowie Oberaufsicht über alle Schulangelegenheiten,
6) Verwaltung der Pensionscassa und Oberaufsicht über die Krankenunterstützungscassa sowie Entscheidung der Ansprüche auf Pension,
7) Förderung der Industrie im allgemeinen, der Eilenburger insbesondere, Überwachung der Gesamtinteressen und Entscheidung der darauf gerichteten Anträge und Maßregeln,
8) Vertretung der Gesamtinteressen bei dem hiesigen Gewerberat sowohl als auch nach auswärts.